# Мотидзуки, Юко
Юко Мотидзуки (яп. 望月優子  Мотидзуки Юко), настоящее имя: Миэко Судзуки (яп. 鈴木美枝子  Судзуки Миэко); родилась 28 января 1917 года в Йокогоме, префектура Канагава, Япония — умерла 1 декабря 1977 года. Японская характерная актриса театра и кино, политик. Представляла Японскую социалистическую партию в Палате представителей (c 1971 по 1977 гг.).

## Биография

### Ранние годы
Родившаяся в Йокогаме Миэко Судзуки (таково её настоящее имя) была незаконнорожденным ребёнком и в трёхлетнем возрасте попала в приёмную семью токийского бизнесмена. В 1930 году после окончания начальной школы (Tokyo Metropolitan Shinobu Oka High School в Асакусе, Токио) в двенадцатилетнем возрасте она начала принимать участие в танцевальных ревю и драматических спектаклях, изменив имя на Мико Мотидзуки. В течение десяти лет молодая Миэко выступала в «Асакуса Казино» и «Синдзюку Мулен Руж». Обе труппы специализировались на лёгких комедиях, обожаемых довоенными интеллектуалами. С 1940 года начала работать в других театральных труппах. В 1942 году вышла замуж за литератора Сигэо Судзуки, с которым её познакомил известнейший писатель Ясунари Кавабата. После войны, в 1947 году вместе с актёрами Осаму Такидзава, Дзюкити Уно, Тиэко Хигасияма и др. была одной из основательниц труппы нового театра «Мингэй», где сыграла различные драматические роли классического репертуара.

### Карьера в кино
Мотидзуки пришла в кинематограф тридцатилетней, к тому моменту имея довольно внушительный театральный опыт. В 1948 году она вошла в штат кинокомпании «Сётику» и её творчество переместилось со сцены на киноэкран. Дебютировала в кино под своим театральным псевдонимом Мико Мотидзуки небольшой ролью в музыкальном фильме режиссёра Минору Сибуя «Четвёртая леди» (1948). Только после десятка сыгранных киноролей, актриса в 1952 году вновь поменяет своё имя на то, под которым мы её теперь знаем. В титрах музыкальной комедии «Птичка певчая» (1952) впервые будет написано — Юко Мотидзуки.
Очень разносторонняя актриса, которая могла справиться практически с любой ролью, хотя наиболее ей удавались роли несчастных матерей. Её первой крупной работой стала роль матери в драматической истории, рассказанной в фильме Кэйсукэ Киноситы «Японская трагедия» (1953). Мотидзуки проникновенно исполнила роль Харуко, матери, совершившей самоубийство после того как её оставили бессердечные дети послевоенного поколения. За исполнение этой роли Мотидзуки получила первую в своей кинокарьере награду — премию «Майнити» Лучшей актрисе 1953 года.
Уже на следующий год Юко Мотидзуки была удостоена очередной награды, премии «Голубая лента» за лучшее исполнение женской роли второго плана в психологической ленте о четырёх подругах, женщинах средних лет, — «Поздние хризантемы» (роль Томи, 1954, реж. Микио Нарусэ).
Следующим триумфом в актёрской карьере Мотидзуки стал образ крестьянки Ёнэ, матери двоих детей, которая в финале фильма кончает с собой, когда ей приказывают явиться в полицию в связи с нарушением ею закона о рыбной ловле («Рис», 1957, реж. Тадаси Имаи). И вновь премия «Голубая лента» Лучшей актрисе 1957 года. Похожую роль Мотидзуки сыграла в 1959 году в киноленте режиссёра Сацуо Ямамото «Песня тележки» (в советском прокате — «Песня о тележке»). Как отмечает известный японский кинокритик Акира Ивасаки: «... актриса очень точно и тепло исполняет роль героини. Сэки в исполнении Юко Мотидзуки — типичная крестьянская женщина, упорная, трудолюбивая, никогда не впадающая в отчаяние, несмотря на ярмо семьи и тиранию мужа».
Актриса Юко Мотидзуки на протяжении двадцатилетней карьеры в кинематографе снялась более чем в 80-ти кинолентах и доказала универсальность своего дарования, появляясь на экране в более романтичных и комических ролях. Такова например её героиня Юки, озорная и вместе с тем серьёзная сестра заглавной героини музыкальной комедии «Кармен возвращается на родину» (1951, реж. Кэйсукэ Киносита). Снималась актриса и в слезливых мелодрамах (трилогия «Твоё имя», 1953-54, реж. Хидэо Ооба), и в мистических ужастиках («Кайдан», 1964, реж. Масаки Кобаяси).
С конца 1960-х годов Юко Мотидзуки перестала сниматься в кино, сконцентрировавшись на общественной и политической деятельности. Ещё работая в кинематографе, актриса сблизилась с режиссёрами-коммунистами, такими как Сацуо Ямамото, Тадаси Имаи, Хидэо Сэкигава и др. Однако Мотидзуки, скептически относившаяся к возможности революции в Японии, в компартию вступать отказалась. Но вступила в Социалистическую партию Японии, от которой в 1971 году баллотировалась в Палату представителей и была избрана на один срок. Была председателем специального комитета по возвращению Окинавы. На следующих выборах 1977 года не была переизбрана. Умерла в конце того же года в возрасте 60-ти лет от рака лёгких. Похоронена на муниципальном кладбище Тама, расположенном в самом центре Токио.
Юко Мотидзуки автор нескольких книг мемуаров и книг другого содержания, например о проблемах женщин: «Живу любовью и актерством», «Будь матерью, будь женщиной» и др.

## Интересные факты
- Младшая сестра Масако Накамура (中村雅子)[3] также стала актрисой. Сёстры вместе играли в киноленте Тадаси Имаи «Рис», где Масако Накамура сыграла Тиё (по сюжету дочь героини Юко Мотидзуки).
- Зятем Юко Мотидзуки (муж Масако Накамуры) был известный актёр Ёси Като[3], который в том же «Рисе» сыграл мужа героини Юко Мотидзуки и соответственно отца героини Масако Накамуры (своей жены по-жизни).

## Премии и номинации
Кинопремия «Майнити»
- 8-я церемония награждения (за 1953 год) — приз лучшей актрисе года — фильм «Японская трагедия» (реж. Кэйсукэ Киносита)[9].

Кинопремия «Голубая лента»
- 5-я церемония награждения (за 1954 год) — премия за лучшую женскую роль второго плана: фильм «Поздние хризантемы» (реж. Микио Нарусэ)[10].
- 8-я церемония награждения — премия лучшей актрисе 1957 года: фильм «Рис» (реж. Тадаси Имаи)[11].

## Фильмография
| Избранная фильмография актёрских работ в кино Юко Мотидзуки | Избранная фильмография актёрских работ в кино Юко Мотидзуки | Избранная фильмография актёрских работ в кино Юко Мотидзуки | Избранная фильмография актёрских работ в кино Юко Мотидзуки | Избранная фильмография актёрских работ в кино Юко Мотидзуки | Избранная фильмография актёрских работ в кино Юко Мотидзуки | Избранная фильмография актёрских работ в кино Юко Мотидзуки |
| Год                                                         | Русское название                                            | Оригинальное название                                       | Название на ромадзи                                         | Английское название в международном прокате                 | Режиссёр                                                    | Роль                                                        |
| ----------------------------------------------------------- | ----------------------------------------------------------- | ----------------------------------------------------------- | ----------------------------------------------------------- | ----------------------------------------------------------- | ----------------------------------------------------------- | ----------------------------------------------------------- |
| 1940-е годы                                                 |                                                             |                                                             |                                                             |                                                             |                                                             |                                                             |
| 1948                                                        | «Четвёртая леди»                                            | 四人目の淑女                                                | Shi hitome no shukujo                                       | The Fourth Lady                                             | Минору Сибуя                                                | Юми                                                         |
| 1949                                                        | «Следы губной помады»                                       | 朱唇いまだ消えず                                            | Shushin imada kiezu                                         | Traces of Rouge                                             | Минору Сибуя                                                | Мацу-тян                                                    |
| 1950-е годы                                                 |                                                             |                                                             |                                                             |                                                             |                                                             |                                                             |
| 1950                                                        | «Первая любовь: вопросы и ответы»                           | 初恋問答                                                    | Hatsukoi mondō                                              | First Love: Questions and Answers                           | Минору Сибуя                                                | Тосико                                                      |
| 1950                                                        | «Просто сон»                                                | 夢を召しませ                                                | Yume o meshimase                                            | Just Dream                                                  | Юдзо Кавасима                                               | Тики                                                        |
| 1951                                                        | «Заморский миллиардер»                                      | 海を渡る千万長者                                            | Umiowataru senbanchōja                                      |                                                             | Торадзиро Сайто                                             | Харуко Ханамура                                             |
| 1951                                                        | «Кармен возвращается домой»                                 | カルメン故郷に帰る                                          | Karumen kokyô ni kaeru                                      | Carmen Comes Home                                           | Кэйсукэ Киносита                                            | Юки Аояма                                                   |
| 1951                                                        | «Белая орхидея пустыни»                                     | 熱砂の白蘭                                                  | Nessa no byakuran                                           | White Orchid of the Desert                                  | Кэйго Кимура                                                | Ёсиэ                                                        |
| 1951                                                        | «Печаль человека»                                           | 男の哀愁                                                    | Otoko no aishu                                              | The Sorrow of Man                                           | Тадао Икэда                                                 | Тоё                                                         |
| 1951                                                        | «Школа свободы»                                             | 自由学校                                                    | Jiyû gakkô                                                  | School of Freedom                                           | Минору Сибуя                                                | тётка в пансионе                                            |
| 1951                                                        | «Приёмная мать»                                             | 母を慕いて                                                  | Haha o shitaite                                             | The Foster Mother                                           | Торадзиро Сайто                                             | Тиё                                                         |
| 1952                                                        | «Птичка певчая»                                             | 陽気な渡り鳥                                                | Yôkina wataridori                                           |                                                             | Ясуси Сасаки                                                | Кодака                                                      |
| 1952                                                        | «Весна первой любви»                                        | この春初恋あり                                              | Kono haru hatsukoi ari                                      |                                                             | Сюнкай Мидзухо                                              | госпожа Кайэда                                              |
| 1952                                                        | «Невеста моего сына»                                        | 息子の花嫁                                                  | Musuko no hanayome                                          | My Son's Bride                                              | Сэйдзи Маруяма                                              | Саку                                                        |
| 1952                                                        | «Пара очень большой любви»                                  | 相惚れトコトン同志                                          | Aibore tokoton doshi                                        | A Couple Very Much in Love                                  | Юдзо Кавасима                                               | жена Нёбо                                                   |
| 1952                                                        | «Современный человек» («Современные люди»)                  | 現代人                                                      | Gendai-jin                                                  | The Moderns                                                 | Минору Сибуя                                                | гейша                                                       |
| 1952                                                        | «Красавица и воры»                                          | 美女と盗賊                                                  | Bijo to tōzoku                                              | The Beauty and the Thief                                    | Кэйго Кимура                                                | Сооко                                                       |
| 1952                                                        | «Вкус риса с зелёным чаем»                                  | お茶漬けの味                                                | Ochazuke no aji                                             | The Flavor of Green Tea over Rice                           | Ясудзиро Одзу                                               | Сигэ Хираяма                                                |
| 1952                                                        | «Невинная любовь Кармен»                                    | カルメン純情す                                              | Karumen junjô su                                            | Carmen Falls in Love                                        | Кэйсукэ Киносита                                            | сутенёрша                                                   |
| 1952                                                        | «Завтра день зарплаты»                                      | 明日は月給日                                                | Asu wa gekkyubi                                             | Tomorrow Is Payday                                          | Юдзо Кавасима                                               | Нацуё                                                       |
| 1952                                                        | «То туда, то сюда»                                          | あの手この手                                                | Ano te kono te                                              | This Way, That Way                                          | Кон Итикава                                                 | госпожа Норо                                                |
| 1953                                                        | «Новый Токио в марте»                                       | 新東京行進曲                                                | Shin Tokyo koshin-kyoku                                     | New Tokyo March                                             | Юдзо Кавасима                                               | Тоси Огава                                                  |
| 1953                                                        | «Сёстры»                                                    | 姉妹                                                        | Shimai                                                      |                                                             | Цуруо Ивама                                                 | Рэйко Такаги                                                |
| 1953                                                        | «Японская трагедия»                                         | 日本の悲劇                                                  | Nihon no higeki                                             | A Japanese Tragedy                                          | Кэйсукэ Киносита                                            | Харуко Иноуэ                                                |
| 1953                                                        | «---»                                                       | ひばりの悲しき瞳                                            | Hibari no kanashiki hitomi                                  |                                                             | Сюнкай Мидзухо                                              | Цуя Саката                                                  |
| 1953                                                        | «Твоё имя»                                                  | 君の名は                                                    | Kimi no na wa                                               | What Is Your Name?                                          | Хидэо Ооба                                                  | Нобуэ, тётя Матико                                          |
| 1953                                                        | «Твоё имя. Часть II»                                        | 君の名は 第二部                                             | Kimi no na wa dai ni bu                                     | What Is Your Name? Part II                                  | Хидэо Ооба                                                  | Нобуэ, тётя Матико                                          |
| 1953                                                        | «За толстой стеной» (выпуск на экран — 1956)                | 壁あつき部屋                                                | Kabe atsuki heya                                            | The Thick-Walled Room                                       | Масаки Кобаяси                                              | жена Хамады                                                 |
| 1954                                                        | «Сад женщин»                                                | 女の園                                                      | Onna no sono                                                | The Garden of Women                                         | Кэйсукэ Киносита                                            | хозяйка пансионата                                          |
| 1954                                                        | «Оргия»                                                     | 狂宴                                                        | Kyōen                                                       | Orgy                                                        | Хидэо Сэкигава                                              | Тобисима                                                    |
| 1954                                                        | «Любовный патруль»                                          | 恋愛パトロール                                              | Renai patorōru                                              |                                                             | Манао Хориути                                               | Киё Фукуи                                                   |
| 1954                                                        | «Твоё имя. Часть III»                                       | 君の名は 第三部                                             | Kimi no na wa dai san bu                                    | What Is Your Name? Part III                                 | Хидэо Ооба                                                  | Нобуэ, тётя Матико                                          |
| 1954                                                        | «Семья Ракэй»                                               | 裸形家族                                                    | Rakei kazoku                                                |                                                             | Сюнкай Мидзухо                                              | Сино Сугихара                                               |
| 1954                                                        | «Поздние хризантемы»                                        | 晩菊                                                        | Bangiku                                                     | Late Chrysanthemums                                         | Микио Нарусэ                                                | Томи                                                        |
| 1954                                                        | «Три любви»                                                 | 三つの愛                                                    | Mittsu no ai                                                | Three Loves                                                 | Масаки Кобаяси                                              | мать Фуми                                                   |
| 1955                                                        | «Сёстры»                                                    | 姉妹                                                        | Shimai                                                      | Sisters                                                     | Миёдзи Иэки                                                 | Исида                                                       |
| 1955                                                        | «Домашняя кухня» («Мать»)                                   | おふくろ                                                    | Ofukuro                                                     | Mother                                                      | Сэйдзи Хисамацу                                             | Сидзука Огура                                               |
| 1955                                                        | «Служащий Сампэй Мэдзиро» («Сарариман»)                     | サラリーマン 目白三平                                       | Sararīman mejiro sanpei                                     | Salaryman                                                   | Ясуки Тиба                                                  | Фумико Цума                                                 |
| 1955                                                        | «Сверстники»                                                | たけくらべ                                                  | Takekurabe                                                  | Adolescence, Growing Up Twice, Child’s Play                 | Хэйноскэ Госё                                               | мать Соно                                                   |
| 1955                                                        | «Служащий Сампэй Мэдзиро 2» («Сарариман 2»)                 | サラリーマン 目白三平                                       | Zoku sararīman mejiro sanpei                                | Salaryman. Part II                                          | Ясуки Тиба                                                  | Фумико Цума                                                 |
| 1955                                                        | «Повесть о Дзиро»                                           | 次郎物語                                                    | Jirō monogatari                                             | The Tale of Jiro                                            | Хироси Симидзу                                              | Тамико                                                      |
| 1955                                                        | «Мать хулигана»                                             | 不良少年の母                                                | Furyō shōnen no haha                                        |                                                             | Эйити Коиси                                                 | Макико                                                      |
| 1956                                                        | «Белый мост»                                                | 白い橋                                                      | Shiroi hashi                                                | The White Bridge                                            | Хидэо Ооба                                                  | Тосико                                                      |
| 1956                                                        | «Облака на закате» («Пылающий закат»)                       | 夕やけ雲                                                    | Yûyake-gumo                                                 | Farewell to Dream                                           | Кэйсукэ Киносита                                            | Осин, мать Ёити                                             |
| 1956                                                        | «Женщины на чердаке»                                        | 屋根裏の女たち                                              | Yaneura no onna-tachi                                       |                                                             | Кэйго Кимура                                                | Окин                                                        |
| 1956                                                        | «Требование невесты»                                        | 花嫁募集中                                                  | Hanayome boshū-chū                                          | Bride Wanted                                                | Ёситаро Номура                                              | Тика Охара                                                  |
| 1956                                                        | «Красный и зелёный» (фильм в двух частях)                   | 朱と緑                                                      | Shu to midori                                               | Red and Green                                               | Нобору Накамура                                             | Тамико Фунасэ                                               |
| 1957                                                        | «Любитель справедливости»                                   | 正義派                                                      | Seigiha                                                     | The Righteous Ones                                          | Минору Сибуя                                                | Охару                                                       |
| 1957                                                        | «Рис»                                                       | 米                                                          | Kome                                                        | The Rice People                                             | Тадаси Имаи                                                 | Ёнэ Ясуда                                                   |
| 1957                                                        | «История жизни Сампэя Мэдзиро» («Сарариман 3»)              | 目白三平物語 うちの女房                                     | Mejiro Sanpei monogatari: Uchi no nyôbô                     | Salaryman. Part III                                         | Хидэо Судзуки                                               | Фумико Цума                                                 |
| 1957                                                        | «Любовь дня»                                                | 抱かれた花嫁                                                | Daka reta hanayome                                          |                                                             | Ёсиаки Бансё                                                | Фуса Сасаки                                                 |
| 1957                                                        | «Поймать угря» («Дети у реки»)                              | うなぎとり                                                  | Unagitori                                                   | Children by the River                                       | Сотодзи Кимура                                              |                                                             |
| 1958                                                        | «Я не могу отказаться»                                      | 負ケラレセン勝マデハ                                        | Makeraremasen katsu made wa                                 | I Can’t Give Up                                             | Сиро Тоёда                                                  | Хацу                                                        |
| 1958                                                        | «Только у женщин бывают печали»                             | 悲しみは女だけに                                            | Kanashimi wa onna dakeni                                    | Sorrow Is Only for Women                                    | Канэто Синдо                                                | Кунико                                                      |
| 1958                                                        | «Легенда о Нараяме» («Баллада о Нараяме»)                   | 楢山節考                                                    | Narayama bushikô                                            | The Ballad of Narayama                                      | Кэйсукэ Киносита                                            | Тамаян                                                      |
| 1958                                                        | «Сочинение брата и сестры»                                  | つづり方兄妹                                                | Tsuzurikata kyodai                                          | Teaching Them How to Write / The Child Writers              | Сэйдзи Хисамацу                                             | Мицу                                                        |
| 1958                                                        | «Трагедия в полдень»                                        | 真昼の惨劇                                                  | Mahiru no sangeki                                           |                                                             | Кихо Номура                                                 | Аки Хираи                                                   |
| 1958                                                        | «Прощание с летом»                                          | 野を駈ける少女                                              | No o kakeru shōjo                                           | Farewell to Summer                                          | Кадзуо Иноуэ                                                | Кадзу (мать Ноэ)                                            |
| 1959                                                        | «Песня тележки» (в советском прокате — «Песня о тележке»)   | 荷車の歌                                                    | Niguruma no uta                                             | The Cart Song                                               | Сацуо Ямамото                                               | Сэки                                                        |
| 1959                                                        | «Улица любви и надежды»                                     | 愛と希望の街                                                | Ai to kibô no machi                                         | A Town of Love and Hope                                     | Нагиса Осима                                                | Кунико                                                      |
| 1960-е годы                                                 |                                                             |                                                             |                                                             |                                                             |                                                             |                                                             |
| 1960                                                        | «Служащий Сампэй Мэдзиро 4» («Сарариман 4»)                 | サラリーマン目白三平 女房の顔の巻                           | Sararīman mejiro sanpei nyōbō no kao no maki                | Salaryman. Part IV                                          | Хидэо Судзуки                                               | Фумико Мэдзиро                                              |
| 1960                                                        | «Служащий Сампэй Мэдзиро 5» («Сарариман 5»)                 | サラリーマン目白三平 亭主のためいきの巻                     | Salary man Mejiro Sanpei: Teishu no tameiki no maki         | Salaryman. Part V                                           | Хидэо Судзуки                                               | Фумико Мэдзиро                                              |
| 1960                                                        | «Буйный босс»                                               | 暴れん坊大将                                                | Abarenbō taishō                                             | The Roughneck General                                       | Сотодзи Кимура                                              |                                                             |
| 1960                                                        | «Мать-сакура»                                               | 母桜                                                        | Haha sakura                                                 |                                                             | Хирому Эдагава                                              | Масако Онода                                                |
| 1961                                                        | «Газонокосилка»                                             | 草を刈る娘                                                  | Kusawokaru musume                                           | The Grass-Cutters / The Grass-Mowers                        | Кацуми Нисикава                                             | Тамэко                                                      |
| 1961                                                        | «Осень в семье Кохаягава»                                   | 小早川家の秋                                                | Kohayagawa-ke no aki                                        | The End of Summer                                           | Ясудзиро Одзу                                               | крестьянка                                                  |
| 1961                                                        | «Два сына»                                                  | 二人の息子                                                  | Futari no musuko                                            | Two Sons                                                    | Ясуки Тиба                                                  | мать                                                        |
| 1962                                                        | «Печаль всегда для матери»                                  | 悲しみはいつも母に                                          | Kanashimi wa itsumo haha ni                                 | Sorrow Is Always for Mother                                 | Нобуо Накагава                                              | Фуми Одзаки                                                 |
| 1964                                                        | «Комедия: Весёлая вдова»                                    | 喜劇 陽気な未亡人                                           | Kigeki: Yôki-na mibôjin                                     | Comedy Merry Widow                                          | Сиро Тоёда                                                  | Хамако Огата                                                |
| 1964                                                        | «Кайдан» (новелла «Снежная женщина»)                        | 怪談 (雪女)                                                 | Kaidan (episoーdo "Yuki-Onna")                              | Kwaidan / Ghost Stories (segment "Snow Woman")              | Масаки Кобаяси                                              | мать Минокити                                               |
| 1966                                                        | «Хиросима 1966»                                             | ヒロシマ一九六六                                            | Hiroshima ichi kyū roku roku                                |                                                             | Косэй Сираи                                                 | Сино Кавамура                                               |
| 1967                                                        | «Воля к жизни» («Жизнь без конца»)                          | 終りなき生命を                                              | Owarinaki inochi o                                          | The Will to Live                                            | Кэндзи Ёсида                                                | Хацу Когами                                                 |
| 1967                                                        | «Молния» («Вспышка молнии»)                                 | 稲妻                                                        | Inazuma                                                     | Lightning                                                   | Хидэо Ооба                                                  | Сэйко                                                       |
| 1968                                                        | «Свидетель Хиросимы»                                        | ヒロシマの証人                                              | Hiroshima no shōnin                                         |                                                             | Кадзухико Саймура                                           | Митико                                                      |
| 1969                                                        | «Красный лев»                                               | 赤毛                                                        | Akage                                                       | Red Lion                                                    | Кихати Окамото                                              | Умэ                                                         |

## Комментарии
1. ↑  В советском прокате фильм демонстрировался с июля 1960 года, р/у Госкино СССР № 1281/59 — опубликовано: «Аннотированный каталог фильмов действующего фонда: Художественные фильмы», М.: «Искусство»-1963, С. 315.
2. ↑  В советском прокате фильм демонстрировался с февраля 1962 года под названием «Песня о тележке», р/у Госкино СССР № 1159/61 — опубликовано: «Аннотированный каталог фильмов действующего фонда: Художественные фильмы», М.: «Искусство»-1963, С. 238.